# Robot de căutare
Un robot de căutare este un software, care în mod automat și sistematic cercetează Internetul (în special rețeaua World Wide Web) și stochează conținutul (parțial sau integral) acestuia. Motoarele de căutare și alte aplicații web folosesc roboți de căutare pentru actualizarea conținutului site-urilor.